# ایمی کوسی
ایمی کوسی (به عربی: إیمی کوسی) یک آتشفشان و آتشفشان سپری در چاد است که در چاد واقع شده‌است. ایمی کوسی ۳٬۴۱۵ متر بالاتر از سطح دریا واقع شده‌است.

## نگارخانه

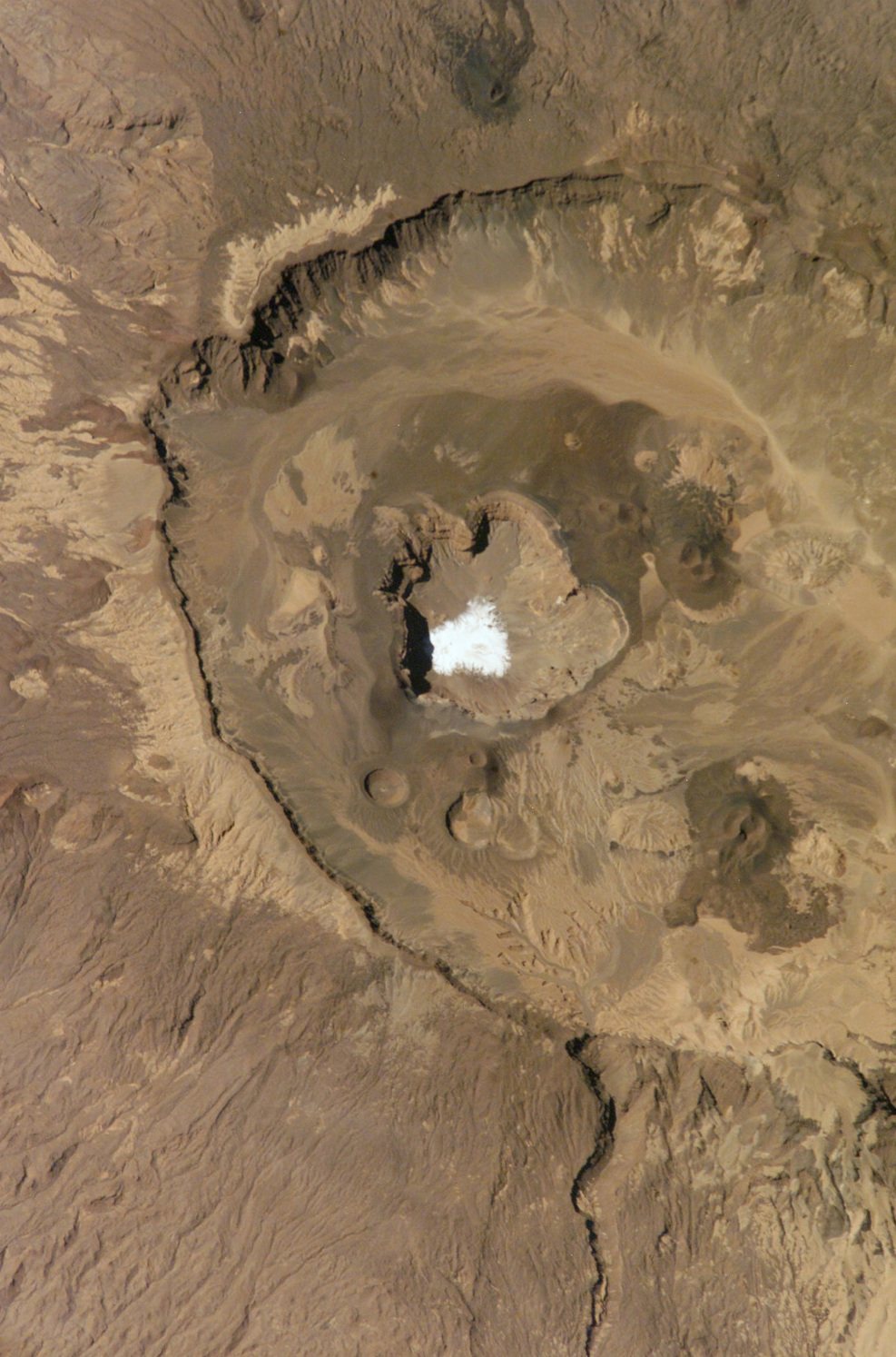
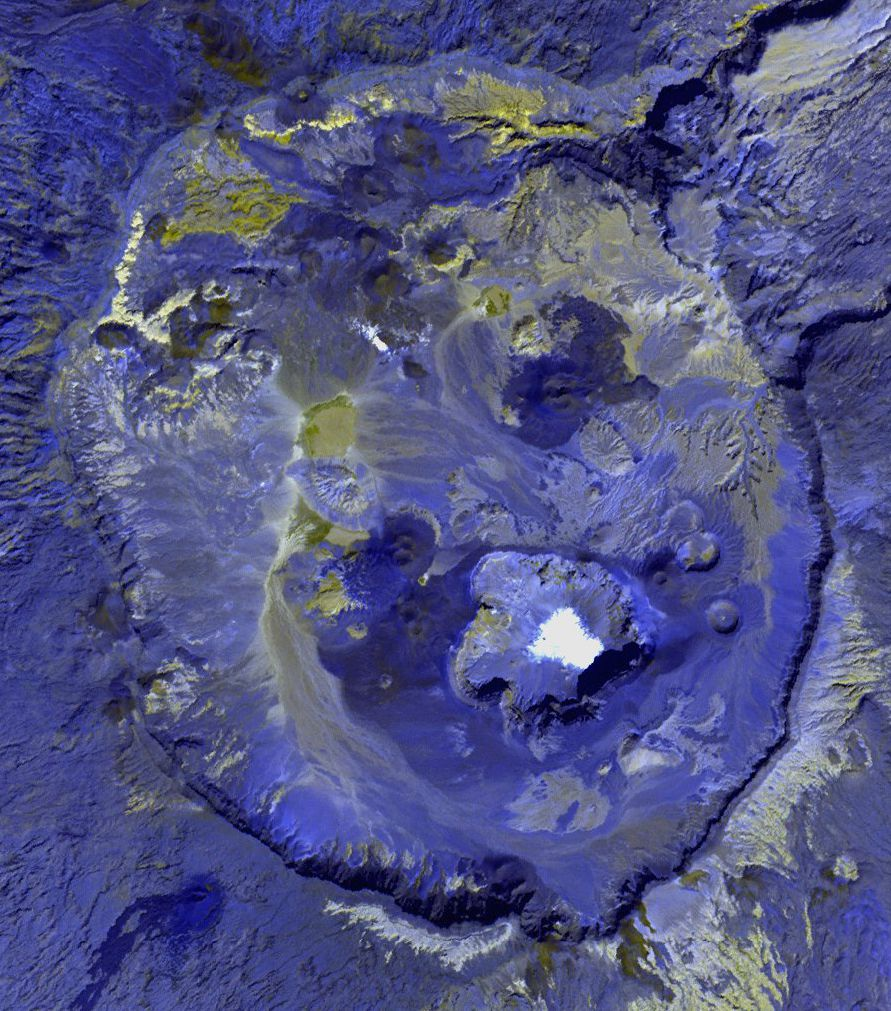
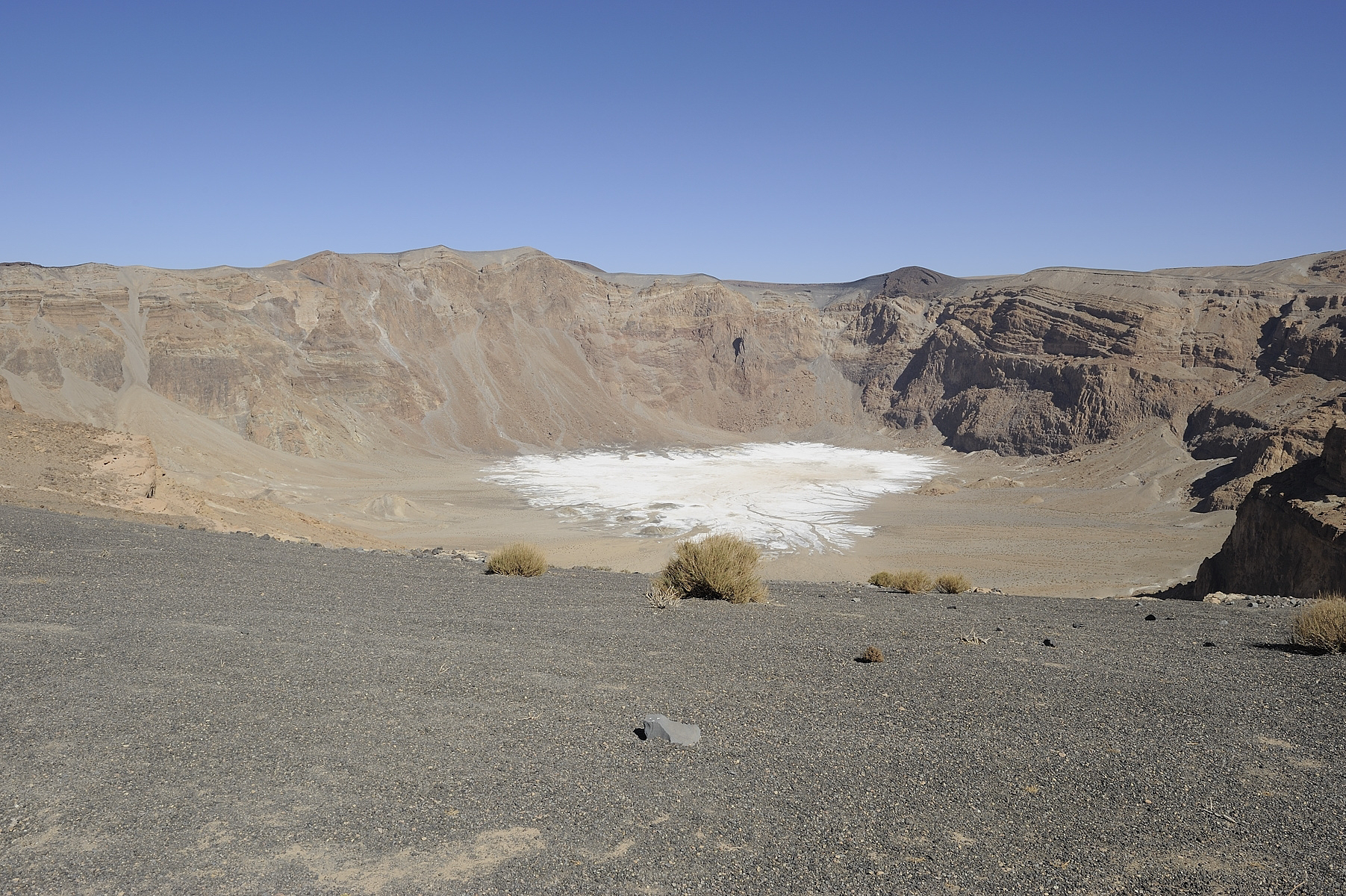
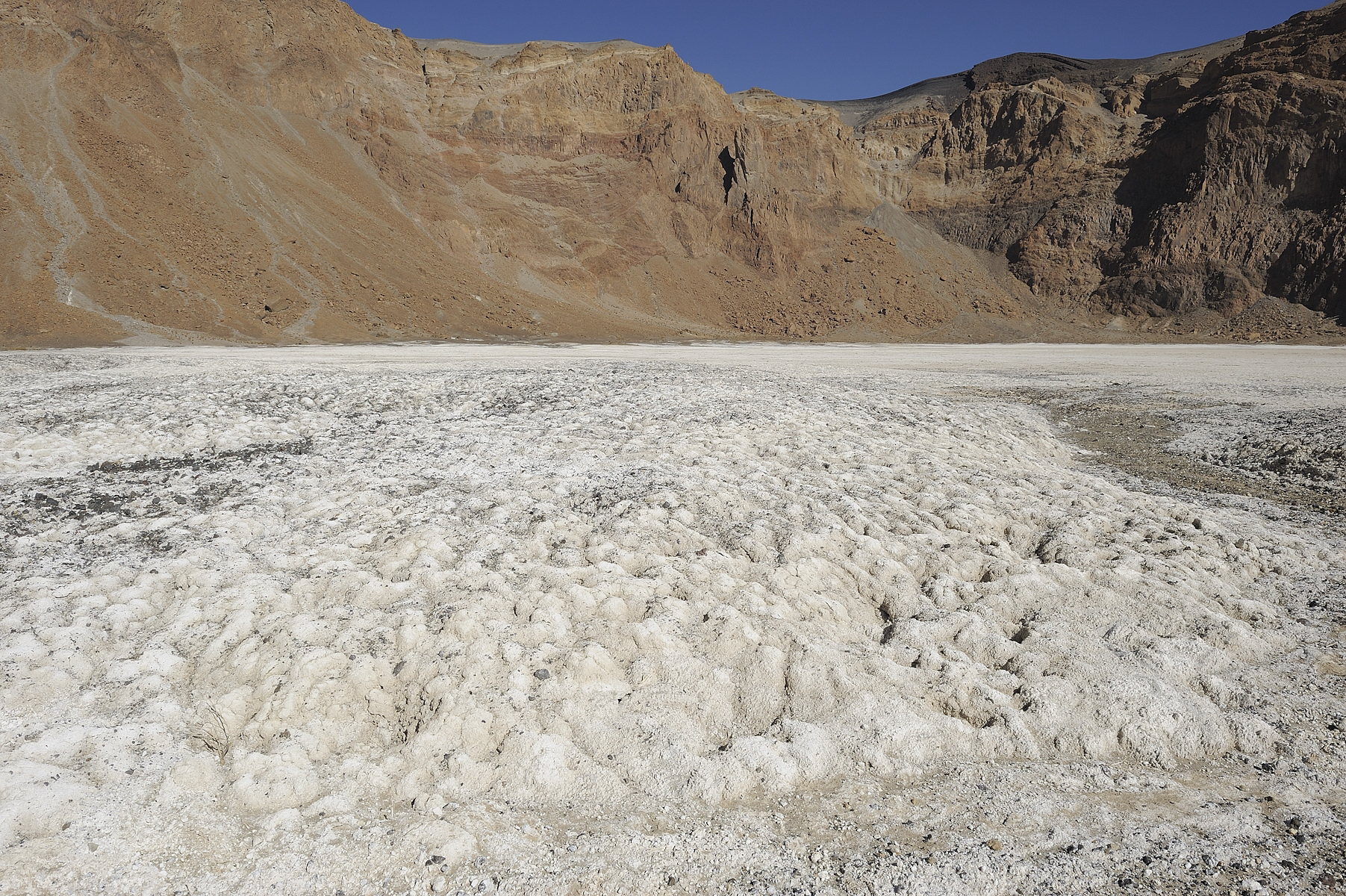